# Casal del Villar
El Casal del Villar és una casa del municipi de Sant Feliu de Codines (Vallès Oriental) declarada bé cultural d'interès nacional. En resta una torre rodona medieval.

## Descripció
És un edifici civil d'estructura complexa, constituït per diversos cossos, enfront d'un gran pati tancat. El cos principal és de planta baixa i dues plantes, coberta a quatre vessants. A la façana principal hi ha una finestra conopial i una altra d'arc pla amb guardapols de forma conopial. La porta principal té un arc de mig punt adovellat i està situada en el cos adjunt. El casal va ser ampliat el 1648 i en època modernista. Es conserva encara una antiga torre rodona medieval del segle xii. Actualment, el Villar serveix de límit amb Bigues i Riells.

## Història
És una casa forta documentada el 1007. Es tenen notícies històriques de l'existència del Villar des del 18 de febrer de l'any 1007. Era de propietat de la família dels Villar. L'any 1617 Pere Montagut i de Vallgornera es va casar amb Margarita Villar i Barnils (1598-1658), filla de Llorenç Villar (1564-1608) i Campdepadrós i Jerònima Barnils i Xicola, el darrer membre de la família. Aleshores va començar la genealogia Montagut-Villar, propietària del Mas. Aquesta genealogia durà fins al 1921 amb la mort de Ramon de Montagut i Villar i Guitart. La seva filla Gertrúdis de Montagut i Villar i Umbert es casa amb Joan Nualart i Palet de La Garriga. La capella de Santa Maria del Villar, davant el Mas i a l'altra banda de la riera, per tant en terme de Bigues, existia ja al segle xii i fou restaurada per Vicenç de Montagut i Villar i Riera (1759-1828) el 1799. S'hi venera la Mare de Déu de la llet.